# Winterschlacht in Masuren
1914

Ostpreußische Operation (Stallupönen, Gumbinnen, Tannenberg, Masurische Seen) – Galizien (Kraśnik, Komarów, Gnila Lipa, Lemberg,
Rawa Ruska) – Przemyśl – Weichsel – Krakau – Łódź – Limanowa–Lapanow – Karpaten
1915

Humin – Masuren – Zwinin – Przasnysz – Gorlice-Tarnów – Bug-Offensive – Narew-Offensive – Großer Rückzug – Nowogeorgiewsk – Rowno – Swenziany-Offensive
1916

Naratsch-See – Brussilow-Offensive – Baranowitschi-Offensive
1917

Aa – Kerenski-Offensive (Zborów) – Tarnopol-Offensive – Riga – Unternehmen Albion
1918

Operation Faustschlag – Krim
Die Winterschlacht in Masuren fand im Ersten Weltkrieg zwischen dem 7. Februar und dem 22. Februar 1915 in Masuren (Ostpreußen, heute Polen) zwischen deutschen und russischen Truppen statt. Sie wird auch Winterschlacht bei Lyck und Augustów oder Winterschlacht an den Masurischen Seen genannt und ist im letzteren Falle nicht mit der Schlacht an den Masurischen Seen zu verwechseln.

## Hintergrund
Nach den Niederlagen bei Tannenberg und an den Masurischen Seen gegen die deutsche 8. Armee sah sich die russische Militärführung gezwungen, Reserven heranzuholen, um für weitere Operationen gerüstet zu sein. Erschwerend kam hinzu, dass im Herbst 1914 deutsche Truppen versucht hatten, nach Warschau vorzustoßen (Schlacht an der Weichsel, Schlacht um Łódź). Der deutsche Angriff konnte zwar erfolgreich abgewehrt werden, doch band dieser Einsatz am Ende des Jahres 1914 fast sämtliche Kräfte der russischen Nordwestfront. Da es an der Zentralfront an der Weichsel zu einem Patt zwischen beiden Seiten gekommen war, griff der Frontbefehlshaber General Russki den Plan einer Offensive über Ostpreußen auf. Die russische Stawka unter Juri Danilow sah dies als eine vielversprechende Alternative an. Die Russen konnten personell wie auch industriell aus dem Vollen schöpfen und planten die Aufstellung einer neuen Armee – der 12. – an der Südgrenze des deutschen Gebietsvorsprungs. Das Aktivierungsgebiet und die geplante Aufmarschachse sahen der Operation der 2. Armee, die bei Tannenberg vernichtet wurde, zum Täuschen ähnlich.
In den deutschen Stäben herrschte über das weitere Vorgehen keine solche Einigkeit. Der Chef der OHL, von Falkenhayn, wollte alle verfügbaren Kräfte für die Westfront aufsparen und den Winter an der Ostfront ohne weitere deutsche Operationen verstreichen lassen. Hindenburgs Chef des Stabes und eigentlicher Befehlshaber der Ostfront, General Ludendorff, verlangte neue Truppen für einen weiteren Angriff. Nachdem sich seine Offensive in Russisch-Polen als Rückschlag erwiesen hatte, wandte er sich wieder Ostpreußen zu. Die deutsche Ostprovinz stand seit 1914 unter der andauernden Bedrohung russischer Truppen. Die Neuaufstellung der russischen 12. Armee verdeutlichte noch einmal die Dringlichkeit dieses Problems. Der rangniedere Offizier konnte sich gegen den Chef des Generalstabes des Heeres durchsetzen und begann mit der Planung der Operation.

## Deutscher Aufmarsch

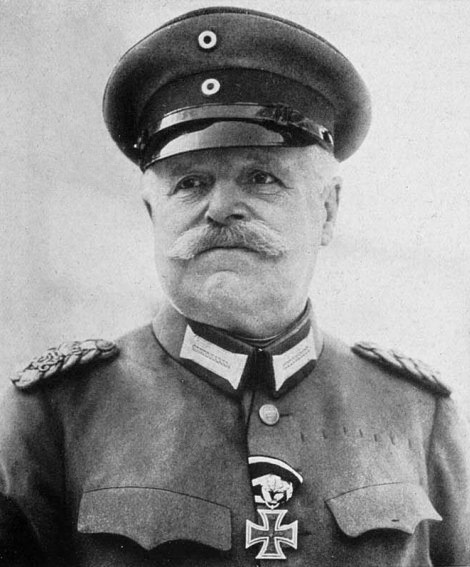
Hermann von Eichhorn, Oberbefehlshaber der 10. Armee

Im Januar 1915 war an der nordöstlichen Front in Ostpreußen die deutsche 10. Armee unter Hermann von Eichhorn neu aufgestellt worden, das südliche Ostpreußen verblieb als Befehlsbereich der 8. Armee unter General Otto von Below. Zur Aufstellung dieser etwa 250.000 Mann zählenden Streitmacht waren zwei Korps aus der polnischen Front herausgelöst und drei Reservekorps neu aufgestellt worden. Die deutsche Heeresleitung besaß jetzt in ihrer östlichsten Provinz zwei Armeen, die sie für ein beabsichtigtes Freikämpfen der noch vom Gegner besetzten Gebiete nutzen konnte.
Der Operationsplan sah eine neue Umfassungsschlacht gegen die russische 10. Armee unter Thadeus von Sievers vor. Diese Armee deckte von Osten her die Grenze zum Deutschen Reich und sollte durch zwei deutsche Angriffsspitzen eingekesselt werden. Im Norden deckte das Truppenkommando Tilsit unter General Esebeck die Operation nach Osten ab. Zur Deckung der offenen Ostflanke Eichhorns war die 1. Kavallerie-Division unter Generalleutnant Hermann Brecht und als Reserve die 5. Garde-Infanterie-Brigade vorgesehen.
Eichhorns 10. Armee (Hauptquartier in Insterburg, Chef des Stabes Oberst Hell) sollte links außen stehend die Hauptumfassung nach Süden ausführen, ihr waren dafür drei Korps zugeteilt:
- Als linker Flügel das XXI. Armee-Korps unter General der Infanterie Fritz von Below, links mit der 31. und rechts mit der 42. Division, die Stoßrichtung richtete sich entlang der Grenze nach Südost auf Schirwindt.
- Im Zentrum stand das XXXIX. Reserve-Korps unter Generalleutnant Otto von Lauenstein, links mit der 78. und rechts mit der 77. Reserve-Division mit der Stoßrichtung auf Pilkallen
- Als rechter Flügel diente das XXXVIII. Reserve-Korps unter General der Kavallerie Georg von der Marwitz mit der 76. und der 75. Reserve-Division.

Die 16. Landwehr-Division unter General Brodrück hielt bei Gumbinnen die Verbindung zur 8. Armee. Die Eisenbahnlinie von Insterburg nach Gumbinnen bildete hier etwa die Armeegrenze.

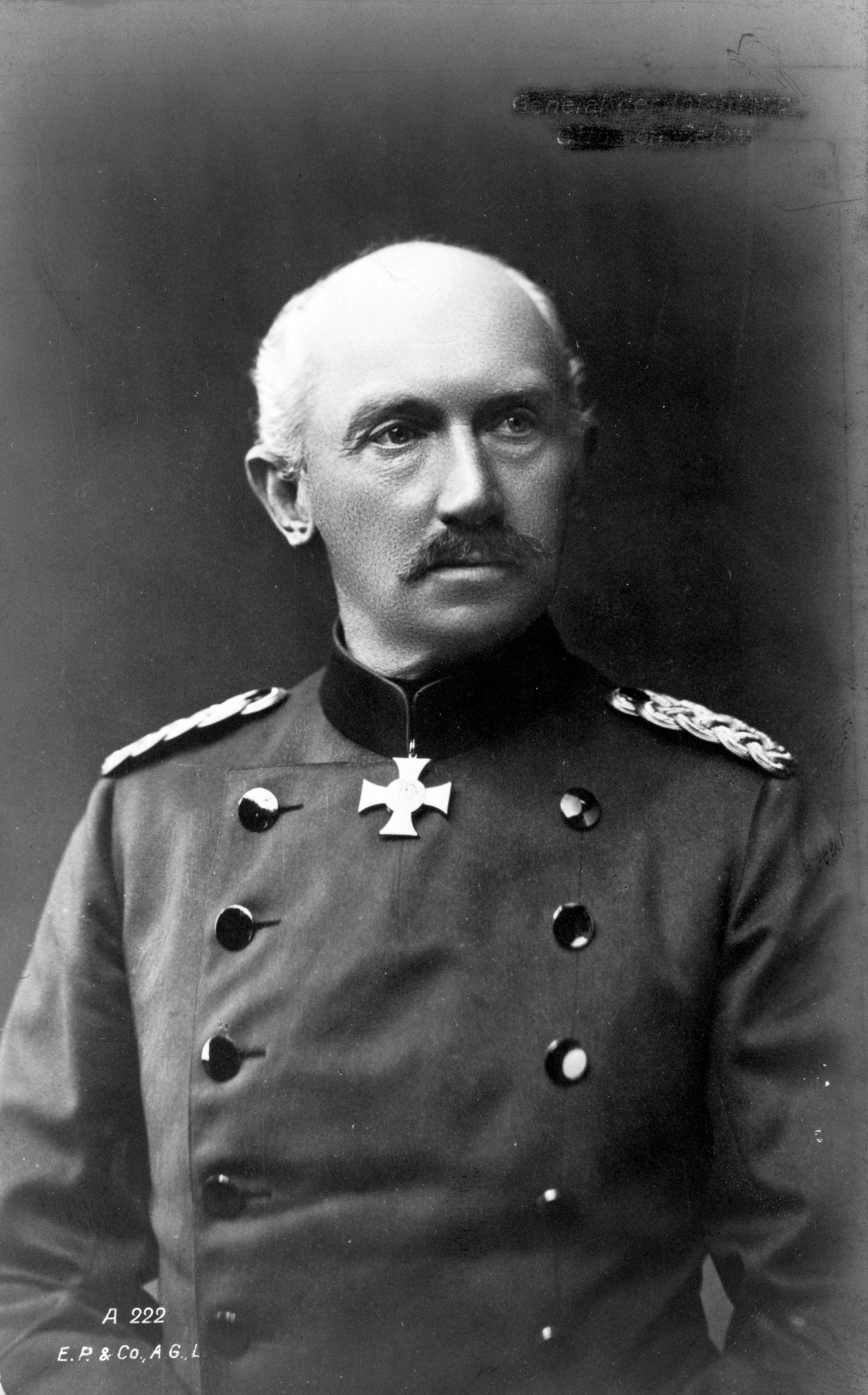
Otto von Below, Oberbefehlshaber der 8. Armee

Die südlicher aufmarschierende 8. Armee (Hauptquartier in Sensburg, Chef des Stabes General Alfred von Böckmann) hatte im Zentrum die Masse der russischen Truppen auf sich zu ziehen und mit ihrem rechten Flügel auf Johannisburg vorzugehen; ihr unterstanden dafür:
- Als linker Flügel an der Angerapp die 10. Landwehr-Division unter Generalleutnant Hermann Clausius, die 3. Reserve-Division unter Generalleutnant Richard Kolewe und die 1. Landwehr-Division unter General Albano von Jacobi bei Angerburg.
- Im Zentrum stand das I. Armee-Korps mit der 11. Landwehr-Division im Raum Lötzen und mit der 2. Division unter General von Falk gegenüber von Johannisburg.
- Das rechts angesetzte XXXX. Reserve-Korps unter General der Infanterie Karl Litzmann mit der 79. und der 80. Reserve-Division sollte durch die Johannisburger Heide auf Königsdorf angreifen, die 3. Kavallerie-Brigade sicherte dabei rechts außen bei Fürstenwalde.
- als Reserve stand ab dem 10. Februar die 4. Kavallerie-Division zur Verfügung.
- Gegenüber der russischen 12. Armee im Süden deckte an der Linie Mlawa–Willenberg bis Johannisburg das Korps unter General Ernst von Zastrow und das Korps Friedrich von Scholtz.[1]

## Russische Einschätzung der Lage
Der russische Generalstab ignorierte die Gefahr, die der russischen 10. Armee drohte, trotz mehrerer Warnungen des Generals Sievers. Der Generalquartiermeister der STAWKA, General Danilow, schlug dessen Bedenken damit ab, dass alle verfügbaren deutschen Truppen am Zentralabschnitt der Front in Polen gebunden seien. Der Sievers übergeordnete Frontkommandeur Nikolai Russki ging sogar davon aus, dass jedweder deutsche Vorstoß durch die Neuaufstellung der 12. Armee aufgrund mangelnder Flankensicherung gar nicht erst in Betracht gezogen werden könne.
Die russische 10. Armee zählte etwa 12 Infanterie- und 4 Kavalleriedivisionen:
- Nordflügel: 1. Kavalleriekorps – 1. und 3. Kavallerie-Division
- III. Armeekorps unter General der Infanterie Segelow –  29. und 27. Division, 56. Reserve-Division
- Zentrum: XX. Armeekorps unter Gen. der Inf. Bulgakow – 28. Division und 53. Reserve-Division
- XXII. Armeekorps unter Generalmajor Sarin – 73. und 76. Reserve-Division
- XXVI. Armeekorps unter Gen. der Inf. Gerngross – 64. und 84. Reserve-Division
- Südflügel: III. Sibirisches Armeekorps unter Gen. der Inf. Radkewitsch – Sibir. 7. und 8. Infanterie-Division, 57. Reserve-Division, 4. und 15. Kavallerie-Division

## Verlauf der Schlacht
Die Kampfhandlungen begannen am 7. Februar 1915 mit dem gleichzeitigen Angriff der beiden deutschen Stoßkeile: Die 10. Armee stieß am nördlichen Ende der russischen Linie vor, während die 8. Armee dasselbe Manöver im Süden durchführte. Da beide Großverbände jeweils am äußersten Rand der gegnerischen Flanken operierten, stießen sie auf wenig Widerstand. Das XXXX. Reserve-Korps, die 2. Division und die 3. Kavallerie-Brigade griffen durch die Johannisburger Heide gegen die Linie Gehsen–Wrobeln–Snopken an. Am 7. Februar erreichte die Gruppe Litzmann die Linie Drygallen–Rollken. Bereits zwei Tage später durchbrach die 10. Armee die rechte Flanke der russischen Stellungen und erreichte nördlich Gumbinnen die Linie Kussen–Pillkallen–Willuhnen–Doristal–Slowiki. Die deutschen Soldaten konnten sich gegen zwei Kavalleriedivisionen und zwei Reservedivisionen aus Sievers’ Armee durchsetzen und schlugen sie in die Flucht. Damit war der Weg zu den russischen Nachschublinien für Eichhorns Truppen frei und das russische Zentrum im Raum Goldap einer immensen Bedrohung ausgesetzt.
Dieser taktischen Niederlage hätte die russische Führung sicherlich begegnen können, wenn sie nicht die Vorgänge an ihrer Front falsch eingeschätzt hätte. Man rechnete nicht mit einer umfassenden Offensive. So wurde die Bewegung der 8. Armee als ein Angriff in Korpsstärke auf die Festung Osowiec gesehen und auf energische Gegenmaßnahmen verzichtet. Ebenso wurde die Stärke der 10. Armee im Norden unterschätzt. Man sah in ihrem Vorgehen einen Angriff auf die Garnisonsstadt Kowno. Selbst der komplette Zusammenbruch der rechten Flanke am 11. Februar war kein ausreichendes Alarmzeichen für den Befehlshaber der Armee wie auch für die höheren Stäbe.

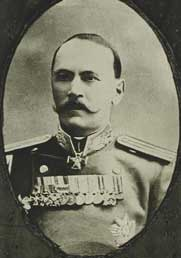
General Thadeus von Sievers

Erst nach etwa einer Woche, also viel zu spät, erkannte der Frontkommandeur Russki die Großoffensive und die damit drohende Umfassung der 10. Armee. Er plante eine Gegenoffensive im Bereich von Belows 8. Armee. Hierbei unterlag er zwei Fehleinschätzungen, die seinen Eingriff zur Katastrophe machten. Einerseits hielt er den Angriff der 8. Armee für den deutschen Hauptstoß, während im Norden bereits die deutsche 10. Armee den rechten Flügel zurückgeworfen hatte und die Einkreisung des russischen Zentrums vorbereitete. Er wollte die noch nicht einsatzfähige 12. Armee für eine Gegenoffensive im Süden Ostpreußens bereitstellen. Um dieser Operation Flankensicherung zu geben, verbot er jeden Rückzug der Truppen der russischen 10. Armee. Damit saß die zentrale Masse (III., XX. und XXVI. Korps) der Armee Sievers festgenagelt zwischen den beiden deutschen Armeen, die sich an ihren Flanken in ihr Hinterland vorschoben. Die versprochene Gegenoffensive fand natürlich nicht mehr statt. Als man am 14. Februar den Ernst der Lage erkannt hatte, gab der Armeebefehlshaber den Befehl zum Rückzug, allerdings war es nun dazu fast schon zu spät. Die Deutschen kontrollierten bereits die Straßen, die als Rückzugswege für die zentralen Einheiten dienen sollten, und hatten sich im Hinterland festgesetzt. Somit artete der Rückzug zur Panik aus. Zwei Korps der russischen Mitte konnten sich zwar noch absetzen, das XX. Korps unter General Bulgakow wurde in einem Waldgebiet bei Augustów vollständig eingeschlossen und kapitulierte mit 12.000 Mann. Der Rest dieser Truppen konnte sich dort noch in letzter Minute retten und sich stark dezimiert in einer neuen Auffangstellung sammeln.

## Folgen
Die Winterschlacht war ein deutscher Sieg, und er wurde im Deutschen Reich auch dementsprechend propagandistisch gewürdigt. Doch gemessen an Ludendorffs Erwartungen war sie nur ein Teilerfolg. Der Generalstabschef der Ostfront hatte geplant, die russische 10. Armee in einem zweiten Tannenberg komplett zu vernichten, um dann durch von Feinden leeren Raum bis nach Białystok vorzustoßen. Die russische 10. Armee war zwar geschlagen, doch konnte sie einer völligen Einkesselung entgehen. Die Deutschen waren bis zu 150 km vorgestoßen und hatten damit die letzten russischen Truppen von deutschem Gebiet vertrieben. Ostpreußen war jetzt durch einen Puffer besetzten russischen Gebiets gegen ein erneutes Vordringen der russischen Streitkräfte halbwegs gesichert. Ein vollständiger Zusammenbruch der gegnerischen Front konnte aber nicht herbeigeführt werden. General Russki musste den bereits geplanten Vorstoß der 12. Armee zur Eroberung Ostpreußens vorläufig aufgeben, doch die Offensivfähigkeit der russischen Streitkräfte blieb bestehen.
Großfürst Nikolai Nikolajewitsch, der Oberkommandierende der russischen Armee, verstärkte die Reste der auf die Linie Grodno-Olita zurückgehenden 10. Armee mit dem neu aufgefüllten II., XIII. und XV. Korps. Gleichzeitig befahl er der russischen 12. unter General Plehwe, die auf sieben Armeekorps und vier Kavalleriedivisionen gebracht wurde, zum Vorgehen auf Przasnysz. Bevor die 12. Armee über die Narew-Front vorbrechen konnte, übernahmen jedoch die Deutschen im westlich anschließenden Raum zwischen der Weichsel und dem Narew die Initiative. Unter General von Gallwitz wurde eine Armeeabteilung aufgestellt, die alle deutschen Verbände zwischen Thorn und Willenberg zusammenfasste. Die 41. Division des XX. Armee-Korps (Scholtz) wurde auf Lomscha und die 37. Division auf Myszyniec angesetzt. Zwischen 11. und 17. Februar 1915 drängte der rechte Flügel der Armeeabteilung Gallwitz die gegenüber befindliche russische 1. Armee unter General Smirnow über die Linie Plock–Drobin auf Płońsk zurück.
Das deutsche I. Reserve-Korps (1. und 36. Reserve-Division) wurde Mitte Februar aus der Rawka-Front herausgelöst und nach Willenberg umgruppiert, um rechts an das Korps Zastrow angelehnt in der Ersten Schlacht von Przasnysz gegen den Narew vorzugehen. Nördlich Lomscha wurde auch die 3. Reserve-Division ab 21. Februar in schwere Kämpfe verwickelt. Przasnysz wurde durch die Truppen des Generals von Morgen kurz genommen, musste aber in dreitägigen Kämpfen gegen drei russische Korps am 28. Februar wieder aufgegeben werden.
Am 9. März griffen die verstärkten Deutschen im gleichen Abschnitt nochmals vergeblich an. Bis zum 16. März musste sich die 36. Reserve-Division unter Verlust von 12 Geschützen vor der russischen Übermacht wieder auf die Linie südlich Mława-Chorzele zurückziehen. Ende März 1915 musste zur Stabilisierung der deutschen Front die 2. Division und die 75. Reserve-Division herangeführt werden.
Die russische 12. Armee behauptete sich bis zur deutschen Offensive im Sommer 1915 im Raum nördlich Przasnysz an der Narewfront, doch Nikolai Nikolajewitsch musste vorerst von weiteren Offensiven gegen Ostpreußen absehen.
General von Sievers beging Anfang März Suizid. Mit dem Oberbefehl über die russische 10. Armee wurde der bisherige Kommandeur des III. Sibirischen Korps, General Jewgeni Radkewitsch, betraut.